# Circondario di Gao
Il circondario di Gao è un circondario del Mali facente parte della regione omonima. Il capoluogo è Gao.

## Geografia antropica

### Suddivisioni amministrative
Il circondario di Gao è suddiviso in 7 comuni:
- Anchawadi
- Gabero
- Gao
- Gounzoureye
- N'Tillit
- Sony Aliber
- Tilemsi